# Grand Prix Holandii 1953
Grand Prix Holandii 1953 (oryg. Grote Prijs van Nederland) – 3. runda Mistrzostw Świata Formuły 1 w sezonie 1953, która odbyła się 7 czerwca 1953 po raz 2. na torze Circuit Park Zandvoort.
4. Grand Prix Holandii, 2. zaliczane do Mistrzostw Świata Formuły 1.

## Wyniki

### Kwalifikacje
Źródło: statsf1.com
| P  | Nr | Kierowca                | Konstruktor(-silnik)  | Opony | Czas       | Odstęp | Strata |
| -- | -- | ----------------------- | --------------------- | ----- | ---------- | ------ | ------ |
| 1  | 2  | Alberto Ascari          | Ferrari               | P     | 1:51,1     | -      | -      |
| 2  | 12 | Juan Manuel Fangio      | Maserati              | P     | 1:52,7     | +1,6   | +1,6   |
| 3  | 6  | Giuseppe Farina         | Ferrari               | P     | 1:53,1     | +0,4   | +2,0   |
| 4  | 4  | Luigi Villoresi         | Ferrari               | P     | 1:53,7     | +0,6   | +2,6   |
| 5  | 14 | José Froilán González   | Maserati              | P     | 1:54,1     | +0,4   | +3,0   |
| 6  | 8  | Mike Hawthorn           | Ferrari               | P     | 1:54,9     | +0,8   | +3,8   |
| 7  | 18 | Emmanuel de Graffenried | Maserati              | P     | 1:58,7     | +3,8   | +7,6   |
| 8  | 10 | Louis Rosier            | Ferrari               | D     | 1:59,5     | +0,8   | +8,4   |
| 9  | 34 | Stirling Moss           | Connaught-Lea-Francis | D     | 2:00,0     | +0,5   | +8,9   |
| 10 | 20 | Harry Schell            | Gordini               | E     | 2:00,1     | +0,1   | +9,0   |
| 11 | 26 | Roy Salvadori           | Connaught-Lea-Francis | D     | 2:00,5     | +0,4   | +9,4   |
| 12 | 24 | Maurice Trintignant     | Gordini               | E     | 2:01,2     | +0,7   | +10,1  |
| 13 | 16 | Felice Bonetto          | Maserati              | P     | 2:01,5     | +0,3   | +10,4  |
| 14 | 28 | Kenneth McAlpine        | Connaught-Lea-Francis | D     | 2:01,9     | +0,4   | +10,8  |
| 15 | 38 | Lance Macklin           | HWM-Alta              | D     | 2:02,4     | +0,5   | +11,3  |
| 16 | 36 | Peter Collins           | HWM-Alta              | D     | 2:03,1     | +0,7   | +12,0  |
| 17 | 30 | Johnny Claes            | Connaught-Lea-Francis | E     | 2:03,9     | +0,8   | +12,8  |
| 18 | 32 | Ken Wharton             | Cooper-Bristol        | D     | 2:06,4     | +2,5   | +15,3  |
| 19 | 22 | Roberto Mieres          | Gordini               | E     | 2:08,5     | +2,1   | +17,4  |
| 20 | 40 | Fred Wacker             | Gordini               | E     | brak czasu | -      | -      |
| P  | Nr | Kierowca                | Konstruktor(-silnik)  | Opony | Czas       | Odstęp | Strata |

### Wyścig
Źródła: statsf1.com
| P                                                     | + / –     | Nr | Kierowca                             | Konstruktor           | Opony | Okr.  | Czas / Strata | Komentarz                 |
| ----------------------------------------------------- | --------- | -- | ------------------------------------ | --------------------- | ----- | ----- | ------------- | ------------------------- |
| 1                                                     | Bez zmian | 2  | Alberto Ascari                       | Ferrari               | P     | 90    | 2:53:35,8     |                           |
| 2                                                     | 1         | 6  | Giuseppe Farina                      | Ferrari               | P     | 90    | +10,4         |                           |
| 3                                                     | 10        | 16 | Felice Bonetto José Froilán González | Maserati              | P     | 59 30 | +1 okr.       |                           |
| 4                                                     | 2         | 8  | Mike Hawthorn                        | Ferrari               | P     | 89    | +1 okr.       |                           |
| 5                                                     | 2         | 18 | Emmanuel de Graffenried              | Maserati              | P     | 88    | +2 okr.       |                           |
| 6                                                     | 6         | 24 | Maurice Trintignant                  | Gordini               | E     | 87    | +3 okr.       |                           |
| 7                                                     | 1         | 10 | Louis Rosier                         | Ferrari               | D     | 86    | +4 okr.       |                           |
| 8                                                     | 8         | 36 | Peter Collins                        | HWM-Alta              | D     | 84    | +6 okr.       |                           |
| 9                                                     | Bez zmian | 34 | Stirling Moss                        | Connaught-Lea-Francis | D     | 83    | +7 okr.       |                           |
| Niesklasyfikowani                                     |           |    |                                      |                       |       |       |               |                           |
|                                                       |           | 4  | Luigi Villoresi                      | Ferrari               | P     | 67    | +23 okr.      | przepustnica              |
|                                                       |           | 28 | Kenneth McAlpine                     | Connaught-Lea-Francis | D     | 63    | +27 okr.      | silnik                    |
|                                                       |           | 20 | Harry Schell                         | Gordini               | E     | 59    | +31 okr.      | przekładnia               |
|                                                       |           | 30 | Johnny Claes                         | Connaught-Lea-Francis | E     | 52    | +38 okr.      | niesklasyfikowany         |
|                                                       |           | 12 | Juan Manuel Fangio                   | Maserati              | P     | 36    | +54 okr.      | przekładnia               |
|                                                       |           | 22 | Roberto Mieres                       | Gordini               | E     | 28    | +62 okr.      | przekładnia               |
|                                                       |           | 14 | José Froilán González                | Maserati              | P     | 22    | +68 okr.      | przekładnia               |
|                                                       |           | 32 | Ken Wharton                          | Cooper-Bristol        | D     | 19    | +71 okr.      | zawieszenie               |
|                                                       |           | 26 | Roy Salvadori                        | Connaught-Lea-Francis | D     | 14    | +76 okr.      | zawór                     |
|                                                       |           | 38 | Lance Macklin                        | HWM-Alta              | D     | 7     | +83 okr.      | przepustnica              |
| Nie wystartowali / niedopuszczeni do ponownego startu |           |    |                                      |                       |       |       |               |                           |
|                                                       |           | 40 | Fred Wacker                          | Gordini               | E     | 0     |               | auto niedysponowane       |
|                                                       |           | 22 | Jean Behra                           | Gordini               | E     | 0     |               | zwolniony przed wyścigiem |
| P                                                     | + / –     | Nr | Kierowca                             | Konstruktor           | Opony | Okr.  | Czas / Strata | Komentarz                 |

### Najszybsze okrążenie
Źródło: statsf1.com
| Nr | Kierowca        | Konstruktor | Czas   | Okr. |
| -- | --------------- | ----------- | ------ | ---- |
| 4  | Luigi Villoresi | Ferrari     | 1:52,8 | 59   |

### Prowadzenie w wyścigu
Źródło: statsf1.com
| Nr                              | Kierowca       | Konstruktor | Okrążenia | Suma |
| ------------------------------- | -------------- | ----------- | --------- | ---- |
| 2                               | Alberto Ascari | Ferrari     | 1-90      | 90   |
| \| Wykres \| \| ------ \| \| \| |                |             |           |      |
| Wykres                          |                |             |           |      |
|                                 |                |             |           |      |

## Klasyfikacja po wyścigu
Pierwsza piątka otrzymywała punkty według klucza 8-6-4-3-2, 1 punkt przyznawany był dla kierowcy, który wykonał najszybsze okrążenie w wyścigu. Klasyfikacja konstruktorów została wprowadzona w 1958 roku. Liczone było tylko 4 najlepsze wyścigi danego kierowcy.
Uwzględniono tylko kierowców, którzy zdobyli jakiekolwiek punkty
| P  | +/− | Kierowca                | Starty | Punkty | P1 | P2 | P3 | PP | NO | NS |
| -- | --- | ----------------------- | ------ | ------ | -- | -- | -- | -- | -- | -- |
| 1  | 0   | Alberto Ascari          | 2      | 17     | 2  | –  | –  | 2  | 1  | –  |
| 2  | −1  | Bill Vukovich           | 1      | 9      | 1  | –  | –  | 1  | 1  | –  |
| 3  | 0   | Luigi Villoresi         | 2      | 7      | –  | 1  | –  | –  | 1  | 1  |
| 4  | N   | Giuseppe Farina         | 2      | 6      | –  | 1  | –  | –  | –  | 1  |
| 5  | −2  | Art Cross               | 1      | 6      | –  | 1  | –  | –  | –  | –  |
| 6  | −1  | José Froilán González   | 2      | 6      | –  | –  | 2  | –  | –  | –  |
| 7  | −1  | Mike Hawthorn           | 2      | 6      | –  | –  | –  | –  | –  | –  |
| 8  | N   | Felice Bonetto          | 2      | 2      | –  | –  | 1  | –  | –  | 1  |
| 9  | −2  | Duane Carter            | 1      | 2      | –  | –  | 1  | –  | –  | –  |
| 9  | −2  | Sam Hanks               | 1      | 2      | –  | –  | 1  | –  | –  | –  |
| 11 | −2  | Oscar Alfredo Gálvez    | 1      | 2      | –  | –  | –  | –  | –  | –  |
| 11 | −2  | Jack McGrath            | 1      | 2      | –  | –  | –  | –  | –  | –  |
| 11 | N   | Emmanuel de Graffenried | 1      | 2      | –  | –  | –  | –  | –  | –  |
| 14 | −3  | Paul Russo              | 1      | 1,5    | –  | –  | –  | –  | –  | –  |
| 14 | −3  | Fred Agabashian         | 1      | 1,5    | –  | –  | –  | –  | –  | –  |
| P  | +/− | Kierowca                | Starty | Punkty | P1 | P2 | P3 | PP | NO | NS |